# Saint-Martin-du-Vivier
Saint-Martin-du-Vivier é uma comuna francesa na região administrativa da Normandia, no departamento de Sena Marítimo. Estende-se por uma área de 5 km². Em 2010 a comuna tinha 1 706 habitantes (densidade: 341,2 hab./km²).